# PERFECT SMILE
「PERFECT SMILE」（パーフェクト スマイル）は、TUBEの楽曲。2024年9月15日に2作目の配信限定シングルとして、Sony Music Associated Recordsよりリリースされた。

## 概要
- TUBEとしては「WeTube～夏やろうの夏～」以来2作目となる配信限定シングル。
- BBT富山テレビ放送の開局55周年を記念し、アニバーサリーソングとして特別に書き下ろした[1]。
- テーマは「みんなで幸せになる」。幸せの形は人それぞれ、十人十色ですが、隣にいる大切な人がうれしそうに笑ってくれたら、きっと誰もが幸せな気持ちになれるはず。そんな思いが曲に歌詞に込められている。
- この楽曲は、同年9月15日に富山県総合運動公園にて開催された富山テレビ開局55周年記念イベント「富山音楽花火フェス」に合わせて、各配信サイトでのダウンロード配信及びサブスクリプション配信が行われた[2]。なお、このイベントの当日にはTUBEの4人も出演している[3]。
- YouTubeにてミュージック・ビデオを公開[4]。
- ダンサーによるダンス動画をYouTubeにて公開[5]。
- 後に2025年に発売のベストアルバム『All Singles TUBEst -White-』にて、前年の「WeTube～夏やろうの夏～」と共に収録され、初CD化となった。

## 収録曲
| #  | タイトル          | 作詞                     | 作曲     | 編曲 |
| -- | ----------------- | ------------------------ | -------- | ---- |
| 1. | 「PERFECT SMILE」 | 前田亘輝、ヤマモトショウ | 春畑道哉 | TUBE |

## 収録アルバム
- All Singles TUBEst -White-